# ハ長調
}}
}}
ハ長調（ハちょうちょう）は、西洋音楽における調のひとつで、ハ (C) 音を主音とする長調である。

## 音階と和音
| 上行→下行    | 1 | 2 | 3 | 4 | 5 | 6  | 7 | 8 | 7  | 6  | 5 | 4 | 3 | 2 | 1 |
| ------------ | - | - | - | - | - | -- | - | - | -- | -- | - | - | - | - | - |
| 自然長音階   | C | D | E | F | G | A  | B | C | B  | A  | G | F | E | D | C |
| 和声的長音階 | C | D | E | F | G | A♭ | B | C | B  | A♭ | G | F | E | D | C |
| 旋律的長音階 | C | D | E | F | G | A  | B | C | B♭ | A♭ | G | F | E | D | C |

赤マスは一般に臨時記号により表される。
| コードネーム | C | Dm | Em  | F  | G | Am | Bm-5 | CM7 | Dm7 | Em7  | FM7 | G7 | Am7 | Bm7-5 | G9 |
| ------------ | - | -- | --- | -- | - | -- | ---- | --- | --- | ---- | --- | -- | --- | ----- | -- |
| 第9音        |   |    |     |    |   |    |      |     |     |      |     |    |     |       | A  |
| 第7音        |   |    |     |    |   |    |      | B   | C   | D    | E   | F  | G   | A     | F  |
| 第5音        | G | A  | B   | C  | D | E  | F    | G   | A   | B    | C   | D  | E   | F     | D  |
| 第3音        | E | F  | G   | A  | B | C  | D    | E   | F   | G    | A   | B  | C   | D     | B  |
| 根音         | C | D  | E   | F  | G | A  | B    | C   | D   | E    | F   | G  | A   | B     | G  |
| 和音記号     | I | II | III | IV | V | VI | VII  | I7  | II7 | III7 | IV7 | V7 | VI7 | VII7  | V9 |

和音は自然長音階で考えたもの。
その他のコードネームも実際の楽譜では異名同音的に変えられることがある。

## 特徴
シャルパンティエはこの調について「陽気で勇壮」と述べている。マッテゾンは「かなり荒削りで大胆な性質を有している」と述べている。
18世紀初期にハ管のトランペットが考案されて以降、19世紀初期にかけて、トランペットとティンパニが使える調ということから従来からのニ長調に次いで祝賀的行事向けに盛んに書かれた。このことから、オペラの序曲や管弦楽で好まれた調である。
楽譜上、ハ長調の曲は調号を用いないため、読譜が容易である。また、多くの楽器で運指が容易であるという理由で、改作を含む演奏初心者のための曲にはこの調が多く用いられている。童謡もハ長調が多い。
しかしながら、ピアノを使って弾く場合、すべての指が同一平面上に置かれるハ長調の音階は、支点が全く無いので運指が最も難しい。打鍵のために長い人指し中薬各指を無理に曲げなければならず、脱力を旨とする高速演奏には当然不向きである。
弦楽器の内、ヴァイオリンでは開放弦にハ音が使われていない。イ短調の平行長調として活用するのが演奏実技上無理がない。しかしヴィオラやチェロ等では最低音にハ音がありハ長調について調整する必要がない。ギターではコードが開放弦を中心に構成され、ギター初心者にとっての難関とされるバレーコードの使用率が少ない（ただし4度にあたるFは多用される）ため、運指が容易であり、ホ短調と共に好まれる傾向にある。
管楽器は変ロを中心とするのも多く、ここでもハ長調演奏には工夫が必要である。こうした人間工学的な配慮をする楽器も歴史的に数多あったが作製者の時代が過ぎると廃されるものもまた多く、その原因については究明されていない。木管ダブルリード属のオーボエとバスーン（発明当初よりハ管）が良く響く調である。19世紀中期までの管弦楽ではハ長調の曲で使用するナチュラルホルンの種類によって、低いハ長調と高いハ長調の二種類があった。通常は低いハ長調であって、バッソのハ管を使用した。重厚で渋い響きが特徴である。アルトのハ管は音域が高く、高次倍音が出しにくいので滅多に用いられなかった。
ハ長調から最も遠い長調（遠隔調）は嬰ヘ長調または変ト長調でともに調号を6箇所使う。